# バックグラウンド・ミュージック (ラジオ番組)
『バックグラウンド・ミュージック』は、TBSラジオで、1964年7月19日から2009年3月29日まで放送された音楽ラジオ番組である。TBSラジオで放送開始前に東海ラジオで放送した同名番組も扱う。

## 放送時間
番組終了時点（TBSラジオ）
- 毎週日曜 12:00 - 13:00（2003年10月 - 2009年3月）

過去の放送時間
- 日曜 10:15 - 11:00（1964年7月19日 - 1965年3月28日）
- 日曜 10:10 - 11:00（1965年4月4日 - 1968年3月17日）
- 日曜 10:00 - 11:00（1968年3月24日 - 2002年9月）※1990年代前半TBSラジオでは10:55まで
- 日曜 6:30頃 - 7:30頃（2002年10月 - 2003年9月）

## 語り手
- 今井とも子（初代、1964年7月19日 - 1990年9月30日）
- 藤田恒美（1990年10月 - 1992年）
- 福島弓子（1992年 - 1995年3月）
- 若山弦蔵（1995年4月 - 2009年3月）

## 歴史・概要

### 今井とも子時代
- 1964年7月19日に、食品メーカー「キユーピー」ー社提供の『キユーピー・バックグラウンド・ミュージック』と題してスタート。当初は45分番組が、次第に50分、1時間と放送時間は拡大した。
- 語り手役の元TBSアナウンサーの今井とも子（今井登茂子）の曲目紹介と演奏中の曲をBGMに、キャッチフレーズなどを読み上げる番組の雰囲気を壊さないCMだけが挟まれ、日曜朝のひと時にメロディーだけのクラシックやインストゥルメンタルを中心に構成された。
- テーマ曲は、アルフレッド・ハウゼ指揮／アルフレッド・ハウゼ楽団による演奏の、モノラル音源の『ミリタリータンゴ』[1]。この音源は、初回録音時の極めて珍しい音源で、ステレオ音源バージョンよりイントロの音が一音多い。
- 1988年5月までは、曲目一覧が当日のサンケイ新聞（産経新聞）・朝日新聞のテレビ面に広告として掲載された。
- 北海道は、JRN系列局のHBCラジオではなく、NRN系列局（系列外）のSTVラジオで放送された[注 1]。
- 『キユーピー3分クッキング』CBC版テキストは1979年5・6月号から当番組の広告が掲載された[注 2]。

### 藤田恒美・福島弓子時代
- 1990年9月30日の第1368回の放送で今井とも子が降板し、キユーピーがスポンサーから撤退する。10月から文化放送で『キユーピー・メロディホリデー』が開始する。
- 後任に藤田恒美が2代目の語り手となり、正式名が『ザ・バックグラウンド・ミュージック』に変わりテーマミュージックもタンゴである点は変更ないがト長調であった曲に変更となった。一部の局では大成建設等の複数のスポンサーがついたが、CM枠が埋まらず番組の合間にフィラーのBGMが流された。このため、1991年7月のRKB毎日放送等、九州・沖縄の各局を皮切りに番組ネットを離脱する局が相次ぎ、ネット局が激減した（過去のネット局の項を参照）。
- その後、福島弓子（当時TBSアナウンサー）が3代目の語り手を務めた時期は、藤田観光がスポンサーに就き『FUJITA KANKOバックグラウンド・ミュージック』（フジタ カンコウバックグラウンド・ミュージック）として放送されていた。放送時間はTBSラジオのみ5分ほど短かったこともある。この時期に同じTBSラジオの別番組で本番組が関わる放送事故が起こる（後述）。

### 若山弦蔵時代
- 1995年4月、それまでTBSラジオで夕方のワイド番組『東京ダイヤル954』のパーソナリティを務めてきた若山弦蔵が4代目の語り手を務める。番組提供スポンサーは1994年から信越放送放送分のローカルスポンサーでもあった松本歯科大学に交代し、正式名も松本歯科大学の略称を冠し『MDUバックグラウンド・ミュージック』（エムディーユーバックグラウンド・ミュージック）[注 3]と改められる。当初TBSラジオでは1996年10月まで当番組の前枠の日曜朝9時からの1時間の生放送番組『ミュージックホリデー〜弦さんと日曜日』を担当し、若山は実質2時間の生放送番組を担当した。
- TBSラジオでは2002年10月から1年ほど1時間のままではあるものの『江口ともみ プレシャスサンデー』内の1コーナーとなり、早朝6時半から7時半ごろの放送とされた時期がある。この期間は独立番組ではないため新聞の番組表にタイトルは記載されず、「▽若山弦蔵」のみ表記された。
- 放送時間が日曜正午からの放送になってからは聴取率はおおむね好調で、2009年2月期の最後の調査でも同時間帯1位を獲得したことが、若山から報告された。
- 聴取率調査（スペシャルウィーク）が開催される日には、リスナーから寄せられたリクエストを基にした「○○（季節・時期）のオールリクエストスペシャル」、たまに「映画音楽のリクエストスペシャル」というテーマで、1週、または前後編の2週に分けて放送したことがあった。リスナーには「リクエストのジャンルは問わないが、番組の尺の都合もありますので、全体の長さを考慮に入れて選曲するようにお願いいたします」「整理の都合上1通につき1曲のみのリクエストでお願いします。曲にまつわる思い出や、季節のお便りなども添えてお送りください」「サンデープレゼント用とは別のはがき・メールで送るようにお願いいたします」とアナウンスした。
- 協賛社・松本歯科大学のインフォマーシャルを兼ねた歳時記のコーナー（このコーナーの終わりに、「バックグラウンドミュージック・松本歯科大学がお送りしております」とのアナウンスも）があり、構成作家・かぜ耕士と番組の共同編著により『若山弦蔵のバックグラウンドミュージック〜365日にんげん歳時記』（ISBN 4906380794）としてコスモの本より刊行。
- 番組テーマミュージックなどを収録した、若山・監修、番組の選曲を担当する大江田信・選曲&解説による2枚組CD『若山弦蔵のバックグラウンドミュージック』（日本レコード販売網発売）を発売。
- 番組に内包される交通情報のBGMはフォー・シーズンズのヒット曲「Sherry（シェリー）」のインストゥルメンタルであった。この曲は『東京ダイヤル954』時代の後半から引き続き使われていたものである。
- オープニングはフランク・プゥルセル・グランド・オーケストラ演奏の曲『昔かたぎの恋』（原題 Les plaisirs démodés）。
- エンディングはパーシー・フェイス・オーケストラ演奏の曲『アリヴェデルチ・ローマ』。その曲をバックに若山が「心地よい音楽の流れは、時の経つのを忘れさせてくれます…」という出だしでエンディング・ナレーションそして曲紹介を行い番組を締めるが、TBSラジオでは番組終了後にサンデー・プレゼントのコーナーが設けられていたため、フリートークと挨拶で番組を締める。
  - プレゼントの定例の品物には、東京宝石提供のその月の誕生石に関するペンダントかブローチ、新潟銘醸提供の新潟県の地酒、やまや提供のフランス産高級ワイン、国民休暇村の宿泊券や名産品など観光キャンペーン関係のプレゼントなどである。まれに「ダブルプレゼント」と称して、2種類のプレゼントを募集したことがあり「お葉書2枚分をご用意ください」とのコメントもあった。スペシャルウィークの時はこれに「必ず今日おかけした楽曲の中で、あなたがお気に入りだった1曲を選んでください」とアナウンスした。

### 番組終了とその後
- 2009年2月1日の放送で、3月29日に番組が終了する事が発表された。2月8日の放送で終了の理由についてリスナーから質問が寄せられ、若山が「スポンサーが番組の提供をやめるんです。民放の宿命みたいなものですね」と語っている。
- 番組終了発表の後、TBSラジオに終了を惜しむ投書が殺到する中、若山の年齢・体力面や、エフエム東京他JFN系『JET STREAM』における城達也のケースなどを考慮して、「むしろスポンサーの降板で番組が終わるほうが、若山さんが体調を崩して番組を降りるよりも良かった」という趣旨の投書が番組内で読まれたこともあった。2009年3月で若山は76歳であった。2021年5月18日に満88歳で他界した。
- 2009年3月29日の最終回の放送は若山の挨拶の後、フランク・シナトラのマイ・ウェイ (My Way) をラストナンバーとし、45年に渡る番組の歴史にピリオドを打った。
- 放送終了後、『土曜ワイドラジオTOKYO 永六輔その新世界』の12時台のゲストコーナーに若山が月一（原則最終週）+スペシャルウィークでレギュラー出演、リスナーからリクエストされたスクリーンミュージック等をかけるようになる。同番組は2015年9月に終了するが、後継番組の『六輔七転八倒九十分』→『いち・にの三太郎〜赤坂月曜宵の口』（2017年3月終了）でも類似企画を放送することがあった。
- 2019年2月10日放送の『ラジオアーカイブ』で最終回（TBSラジオ放送版）が再放送された。

## 番組終了時点でのネット局
- TBSラジオ
- SBC 信越放送　日曜11:00 -  （1971年6月 - 最終回[注 4][2]）

### SBC版の補足
- 生放送のTBSラジオよりも1時間早いが、基本的にTBSラジオでの前週放送版の同じ曲目を事前に収録したものを放送。また、TBSではCMが流されていなかった（前述の通り、歳時記のコーナーで提供読みがあり、事実上インフォマーシャルを兼ねていた）が、SBCでは番組開始前と終了後にスポンサーのCMが流されていた。特番差し替えとなる場合もあった。松本歯科大学は1994年からローカルスポンサーについていた。そして2009年3月放送の最終回の挨拶は、「長い間番組をお聴き頂き有り難う御座いました。またいつか、お逢いできる機会に恵まれましたら幸いと存じます。それでは、ごきげんよう。」で番組を終えた（生放送のTBSラジオとは異なる）。

## 過去のネット局
▲は1991年6月終了。後番組は『サンデースーパーミュージックイン』（RKB制作）。
■は1993年3月終了。後番組は『NISSEKIサンデーステーション 裕司と雅子のガバッといただき!!60分』（ニッポン放送制作『裕司と雅子のガバッといただき!!ベスト30』の地方局向け再編集版）。
- STV 札幌テレビ放送（現在：STVラジオ）：キユーピー提供時代はJRN非加盟のSTVラジオでネットしていた。1972年10月1日 - 1990年9月30日[注 1]
- HBC 北海道放送　■：キユーピーが一社提供から撤退した後の1990年10月7日 - 1993年3月まで放送。
- RAB 青森放送
- IBC IBC岩手放送　■
- ABS 秋田放送：1992年3月終了
- YBC 山形放送　■
- TBC 東北放送　■
- RFC ラジオ福島 - 1992年3月終了
- BSN 新潟放送 - 1991年3月終了
- KNB 北日本放送 - 1983年4月 - 1992年3月放送。開始前は『くず哲也の日曜はダメよ』（ニッポン放送制作）を放送し、打ち切り後は『岡Pのサンデーティータイム』（自社制作）や『ガバッといただき!!60分』（ニッポン放送制作）となる。
- MRO 北陸放送　■
- FBC 福井放送　■
- YBS 山梨放送　■
- SBS 静岡放送　■：1993年3月終了後、AM9:00 - 10:00で放送された時期あり
- CBC 中部日本放送（現在：CBCラジオ）：1972年10月1日開始[注 2]、1991年4月 - 1994年3月は放送なし。1994年4月からAM5:00 - 6:00で再開も1998年10月終了
- MBS 毎日放送（現在：MBSラジオ）：1991年3月打ち切り。1993年に『ガバッといただき!!60分』が開始されるまでのこの時間の番組は不明。
- WBS 和歌山放送 - JRNクロスネット局となった1979年4月1日からネット開始、1992年3月終了
- JRT 四国放送：1991年3月終了
- RNB 南海放送：1991年3月終了
- RKC 高知放送：1992年3月終了
- RNC 西日本放送：1992年3月終了
- RSK RSK山陽放送　■
- RCC 中国放送：1992年3月終了
- BSS 山陰放送：1992年3月終了
- KRY 山口放送：1992年3月終了
- RKB RKB毎日放送　▲
- NBC 長崎放送　▲
- RKK 熊本放送　▲
- OBS 大分放送　▲
- MRT 宮崎放送　▲
- MBC 南日本放送　▲
- RBC 琉球放送　▲：1969年頃ネットを開始。日本に復帰した1972年5月15日の5日後、5月20日から正式にネットを開始

## 東海ラジオ版『キユーピー・バックグラウンド・ミュージック』
- 1960年4月の時点で東海ラジオ放送において、上記と同名の『キユーピー・バックグラウンド・ミュージック』が放送されていた（毎週日曜10:00 - 10:30、1963年より10:00 - 11:00）[3]。東海ラジオ版は後にSTVラジオなどにもネットされ[4][注 1]、最大で全国14局[3]にまで広がったが、1972年9月24日をもってTBS版に統合される形で打ち切りとなった[注 2]。1969年1月には南海放送の番組審議会が、当番組を「優良番組」として表彰している[3]。

## 備考・エピソード等
- キユーピー提供時代は毎週日曜日のサンケイ新聞にこの番組の広告が載っており、その日オンエアされる曲目リストが掲載されていた。また、カセットで番組を録音して楽しむ人のためにリストの周りに切取線が書いてあり、これをはさみ等で切ってケースに入れる事が出来るようになっていた。このしくみは『メロディーホリデー』に移った後もしばらく続けられたが、現在は新聞広告ではなく公式サイトで行われている。

### 放送事故
- 1992年11月21日深夜24時（11月22日午前0時）、TBSラジオと当時JRNライン同時ネットをしていた一部の系列局で、当時放送されていた『コサキン快傑アドレナリン』が本来放送予定であったが、当番組が誤って放送された。このことにより、『コサキン快傑アドレナリン』は20分程度短縮された。次週には深夜0時の時報とともに、小堺一機による「バックグラウンド・ミュージックゥ〜」というネタ振りで開始され、さらに翌週には当時『バックグラウンドミュージック』のパーソナリティだった福島弓子が登場するなど、この放送事故を結構楽しんでいる様子であった。コサキンシリーズ（『コサキンDEワァオ!』）も『バックグラウンドミュージック』同様に、2009年3月末（TBSラジオでは3月28日深夜（3月29日未明））をもって27年半の歴史に幕を下ろした。